# Skule Tostesson

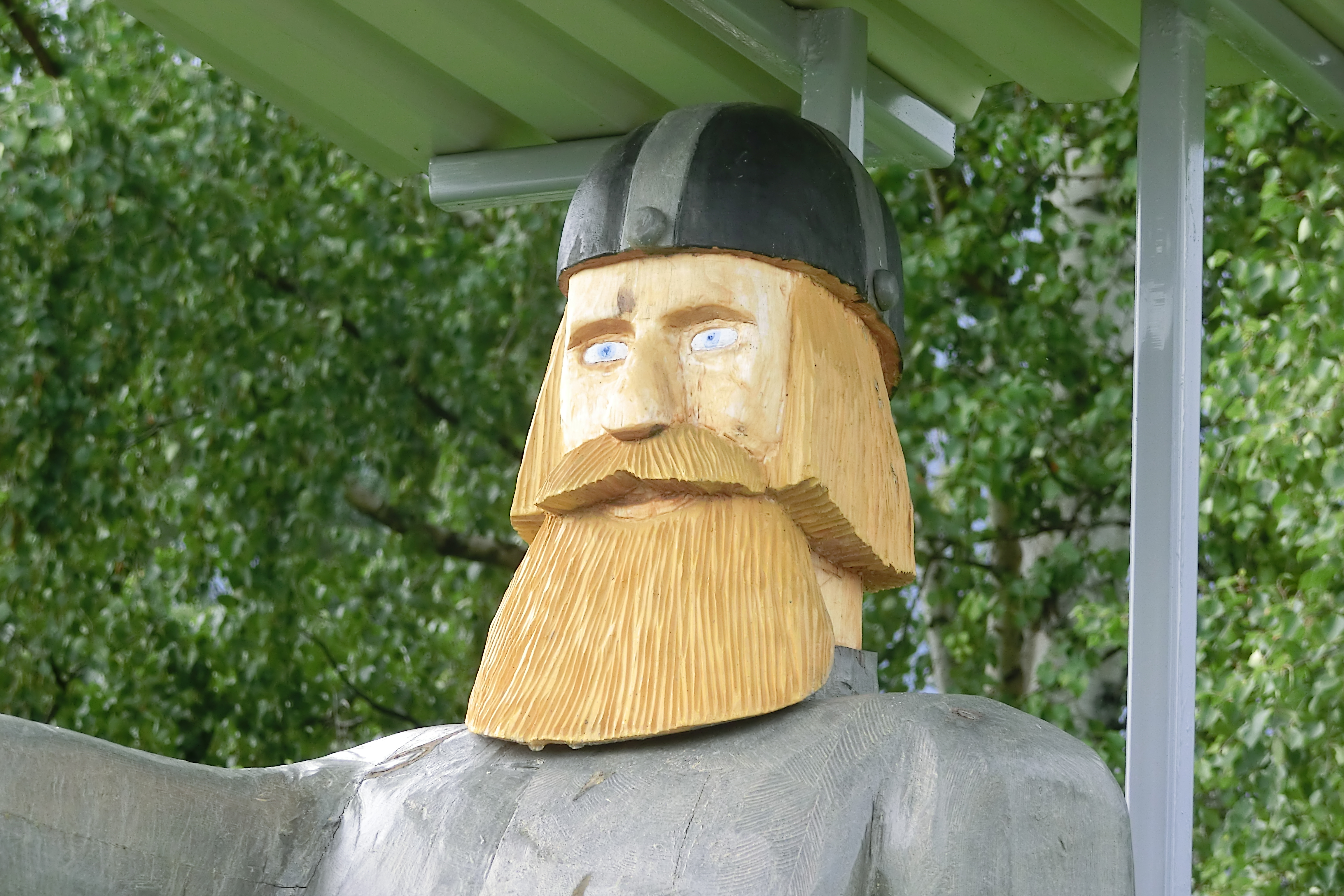
Från statyn vid Havre häll.

Skule Tostesson  (född 1052 i Wessex, England, död 1090 i Norge) var jarl av Norge. Kallas också Skule konungafostrare. Son till Tostig Godwinson. Gift med Gudrun Nevisdatter, dotterdotter till Sigurd Syr, som var styvfar till Olof den helige.
Eftersom Skule hjälpte kung Olav Kyrre med många beslut fick han flera stora gods i Norge, bl.a. den stora gården Rein utanför Trondheim (nuvarande Reins kloster). Där tog han även sin hustru.
På grund av sitt gods och vänskapen med den norska kungen var troligtvis orsaken till att han skötte gränsdragningarna vid Haverö som också blev hans död.
Det berättas att en norsk gränskommission under Skule Jarls befäl höll på med gränsdragningar vid Haverö. Då norrmännen denna gång var ute i fredliga ärenden tänkte de besöka gudstjänsten i Haverö kyrka, och när de anlände till kyrkan överfölls de av Haverös bönder och under striden som följde dödades Skule Jarl.
"Han dog hastigt vid Haffra häll" enligt böndernas uppgift.
Haffra häll låg bara något tiotal meter från kyrkan och omnämns som riksgränsmärke i Hälsingelagen.
När den nya kyrkan byggdes på 1840-talet användes den gamla kyrkan som sakristia. Under golvet där altarbordet stått hittades det balsamerade liket av en man med vita handskar, vilken man tror var Skule jarl. Han begravdes utan vidare undersökning på kyrkogården. Idag är också en staty rest över honom vid Haverö kyrka.